# Wohnhaus Schleusenstraße 9

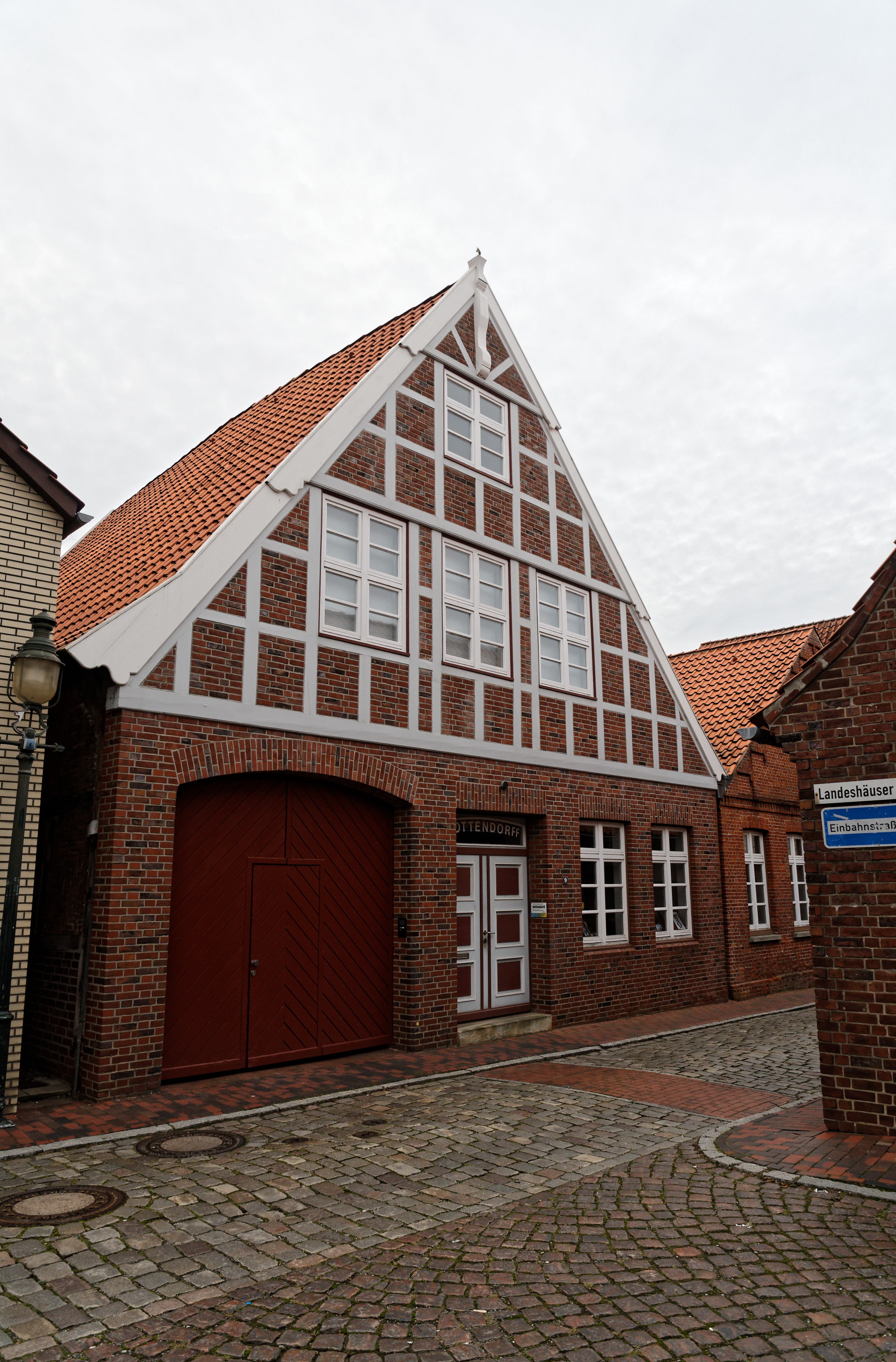
Wohnhaus Schleusenstraße 9

Das Wohnhaus Schleusenstraße 9, südlich des Kanals in der niedersächsischen Samtgemeinde Land Hadeln, Gemeinde Otterndorf im Landkreis Cuxhaven, wurde im 17. Jahrhundert errichtet. Aktuell (2024) wird es als Wohnhaus und gewerblich genutzt.
Das Gebäude steht unter Denkmalschutz (siehe auch Liste der Baudenkmale in Otterndorf).

## Geschichte und Beschreibung
Das eingeschossige giebelständige Gebäude in Fachwerk mit Steinausfachungen und mit durchgezapften Ankerbalken sowie ziegelgedecktem Satteldach  wurde am Ende des 17. Jahrhunderts gebaut. Im 18. Jahrhundert erfolgte eine Verschiebung des Giebels nach außen. Weitere Überformungen fanden im 19. Jahrhundert statt.
Das Landesdenkmalamt befand u. a.: „… aus geschichtlichen und städtebaulichen Gründen wegen des orts- und siedlungsgeschichtlichen, gebäudetypischen, straßen- und ortsbildprägenden Zeugniswerts  …“